# Толлман, Аннабель
Аннабе́ль То́ллман (англ. Annabel Tollman; 7 марта 1974, Брюссель — 5 июня 2013, Нью-Йорк) — американский стилист и модная журналистка.

## Биография
Аннабель Толлман родилась 7 марта 1974 года в Брюсселе (Бельгия), а росла в Лондоне (Англия), Великобритания) и Нью-Йорке (штат Нью-Йорк, США).
Аннабель была известна как стилист Скарлетт Йоханссон, Мэрайи Кэри, Мэри-Кейт Олсен, Эшли Олсен, Лив Тайлер, Шакиры и других. В 2011 году The Hollywood Reporter поместил её на 21 место в своём списке 25 самых влиятельных стилистов Голливуда.
39-летняя Аннабель скончалась 5 июня 2013 года во сне от тромбоза.